# Sultan bin Mohammed al-Qasimi
 (mars 2017).
Si vous disposez d'ouvrages ou d'articles de référence ou si vous connaissez des sites web de qualité traitant du thème abordé ici, merci de compléter l'article en donnant les références utiles à sa vérifiabilité et en les liant à la section « Notes et références ».
Sultan bin Mohammed al-Qasimi, né le 2 juillet 1939 à Charjah (États de la Trêve), est un homme d'État émirati, émir de Charjah et membre du Conseil suprême des Émirats arabes unis depuis 1972. Il est également historien.

## Biographie
Il prend le pouvoir le 25 janvier 1972, à la mort de son frère Khaled bin Mohammed al-Qasimi, assassiné lors d'une tentative de coup d'État, et gouverne l'émirat de Charjah depuis lors, à l'exception de quelques jours entre le 17 juin et le 23 juin 1987, lorsque son jeune frère Abdulaziz bin Mohammed al-Qasimi tente de le renverser.
Il obtient un doctorat en histoire de l'université d'Exeter (1985) et un doctorat en géographie politique du Golfe de l'université de Durham (1999). Il est président de l'université de Charjah depuis 1997. Il est l'auteur de nombreux ouvrages d'histoire sur la région du golfe Persique (The myth of Arab piracy in the Gulf, Power Struggles and Trade in the Gulf 1620-1820, Les Relations entre Oman et la France (1715-1905)) et de plusieurs pièces de théâtre.
Dans un acte de solidarité avec la population gazaouie qui subit de plein fouet la guerre à Gaza depuis 2023, il fait interdire les célébrations du Nouvel An 2024 dans son émirat,. Sa décision est imitée par Anwar ul-Haq Kakar, Premier ministre par intérim du Pakistan.  